# Znojemská pečeně
Znojemská pečeně (též jen znojemská) je tradiční jídlo moravské kuchyně, rozšířené do Čech i zahraničí.

## Historie
Magdalena Dobromila Rettigová již uváděla recepty na omáčky s okurkami, jejichž základem byl hovězí vývar, o znojemské pečeni nebo omáčce nepsala. V českých kuchařských knihách se výraz znojemská pečeně objevuje až v 1. polovině 20. století s tím, že se jedná o variantu předpisu na hovězí pečeni, do jejíž omáčky se přidávají okurky. V této době se objevuje i v rakouských (německy psaných) zdrojích pod názvem Znaimer Braten.

## Charakteristika
Pokrm se skládá z hovězího masa, kyselé okurky,cibule a plnotučné hořčice. Jako příloha se obvykle podávají kynuté nebo houskové knedlíky.